# Stefan Żeromski (żużlowiec)
Stefan Żeromski (ur. 25 kwietnia 1954 w Zielonej Górze, zm. 21 października 2004 tamże) – polski żużlowiec.

## Życiorys
Stefan Żeromski rozpoczął karierę żużlową w Falubazie Zielona Góra w 1974. W 1975 walnie przyczynił się do awansu drużyny do I ligi. Zawodnik, znany z charakterystycznej fryzury "afro", był w tym sezonie również blisko medalu młodzieżowych indywidualnych mistrzostw Polski, ale jeden nieudany bieg sprawił, że zajął ostatecznie V miejsce.
W pierwszej połowie lat 80. święcił największe triumfy zdobywając 3 tytuły drużynowego mistrza Polski na żużlu z Falubazem Zielona Góra w latach 1981-82 i 1985. W 1984 startował w finale mistrzostw Polski par klubowych, zajmując IV miejsce.
W sezonach 1986-87 reprezentował barwy Ostrovii. Następnie jeździł jako żużlowiec GKM Grudziądz w latach 1988-90.
W trakcie kariery zawodnik często określany pseudonimami "Stefanotti", "Żeroma", "Kangur".